# آن ریو آلدریچ

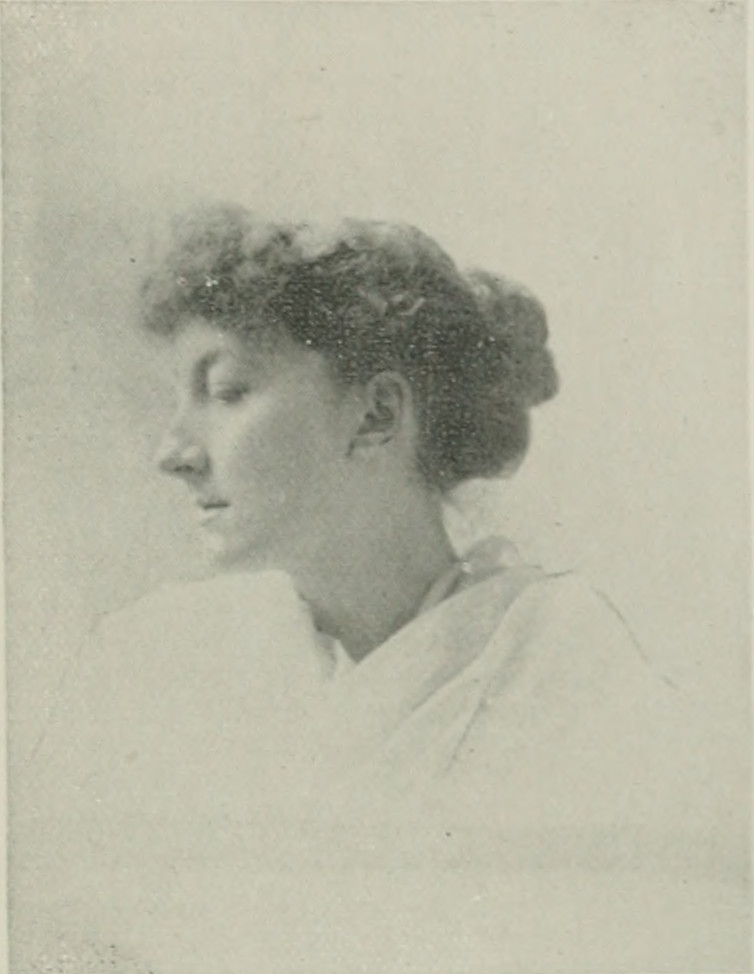
آن ریو آلدریچ، "زنی در قرن"

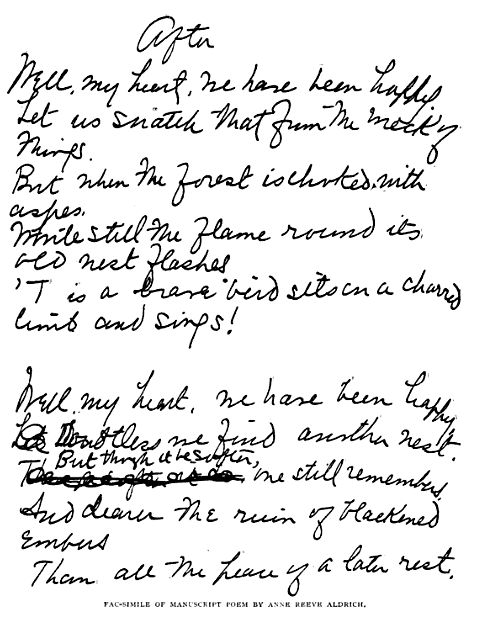
نماد پیش نویس شعر توسط آن ریو آلدریچ

آن ریو آلدریچ (به انگلیسی: Anne Reeve Aldrich) 25) آوریل ۱۸۶۶–۲۸ ژوئن ۱۸۹۲) شاعر و داستان‌نویس آمریکایی بود. از آثار وی می‌توان به گل سرخ و شعله و سایر اشعار و پای عشق اشاره کرد.

## زندگی‌نامه
آلدریش در ۲۵ آوریل ۱۸۶۶ در شهر نیویورک متولد شد. پدرش در هشت سالگی درگذشت. مادرش به کشور نقل مکان کرد، جایی که آلدریچ را تحصیل کرد. آلدریچ در زمان نوجوانی در ترکیب و بلاغت تبحر داشت، قادر به ترجمه فرانسه و لاتین بود و می‌توانست از تمام گیاهان و حشرات محلی نام برد.
اولین جلد شعر وی، گل رز شعله، در سال ۱۸۸۹ منتشر شد. جلد دوم، آوازهایی دربارهٔ عشق، زندگی و مرگ، پس از مرگ منتشر شد.

## مرگ
آلدریش در سن ۲۶ سالگی در ۲۸ ژوئن ۱۸۹۲ در نیویورک درگذشت.

## آثار برگزیده
- گل سرخ و شعرهای دیگر عشق (نیویورک: پسران GP Putnam، ۱۸۸۹)
- پاهای عشق (نیویورک: شرکت وورتینگتون، ۱۸۹۰)
- ترانه‌هایی دربارهٔ زندگی، عشق و مرگ (نیویورک: پسران C. Scribner's، ۱۸۹۲)
- نادین و شعرهای دیگر (نیویورک، ۱۸۹۳)
- گابریل لوسک (نیویورک: سی تی دلینگام، ۱۸۹۴)
- A Village Ophelia (نیویورک: GW Dillingham، ۱۸۹۹)